# Morimonella bednariki
Morimonella bednariki là một loài bọ cánh cứng trong họ Cerambycidae.